# میرصلاح حسینی
میرصلاح حسینی (زادهٔ ۲۴ آذر ۱۳۲۷ – درگذشتهٔ ۲ تیر ۱۴۰۰)‌ بازیگر سینما و تلویزیون اهل ایران بود. او در ۲ تیرماه ۱۴۰۰ به‌علت بیماری سرطان حنجره درگذشت.

## فیلم‌شناسی

### تلویزیونی
- مختارنامه (۱۳۸۹ داود میرباقری)
- راه شب (۱۳۸۶ داریوش فرهنگ)
- تله‌فیلم بیرون از بهشت (۱۳۸۵ خسرو معصومی)
- فقط به خاطر تو (۱۳۸۲ اکبر منصور فلاح)
- سیب ترش (۱۳۸۰–۱۳۸۱ خسرو معصومی)
- یادداشت‌های کودکی (۱۳۸۰ پریسا بخت‌آور)
- ولایت عشق (۱۳۷۹ مهدی فخیم زاده)
- کاشانه (قاسم جعفری ۱۳۷۸)
- آژانس دوستی (۱۳۷۸ گروه کارگردانی)
- بی‌بی‌یون (۱۳۷۴ حسین پناهی)
- عیاران (۱۳۷۴ کاظم بلوچی)
- هشت بهشت (۱۳۶۷ اکبر خواجویی)
- هزاردستان (۱۳۵۸ علی حاتمی)

### سینمایی
- گلوگاه (۱۳۸۹)
- کلاهی برای باران (۱۳۸۵) حضور افتخاری
- بوی کافور، عطر یاس (۱۳۷۸)
- مرسدس (۱۳۷۶)
- تعطیلات تابستانی (۱۳۷۴)
- دام (۱۳۷۴)
- دل و دشنه (۱۳۷۳)
- شاهین طلایی (۱۳۷۲)
- آذرخش (۱۳۷۱)
- یک مرد یک خرس (۱۳۷۱)
- یکبار برای همیشه (۱۳۷۱)
- آقای بخشدار (۱۳۷۰)
- بانو (۱۳۷۰)
- سایه خیال (۱۳۶۹)
- مادر (فیلم ۱۳۶۸)
- در مسیر تندباد (۱۳۶۷)
- سال‌های خاکستر (۱۳۶۷)
- شیر سنگی (۱۳۶۵)
- آتش در زمستان (۱۳۶۴)
- تنوره دیو (۱۳۶۴)
- سامان (۱۳۶۴)
- سیاه راه (۱۳۶۳)
- گل‌های داوودی (۱۳۶۳)